# Mauro Tramonte
Mauro Henrique Tramonte (Poços de Caldas, 17 de maio de 1961) é um jornalista, apresentador e político brasileiro filiado ao Republicanos. É deputado estadual de Minas Gerais.

## Biografia
Mauro Tramonte começou a trabalhar como jornalista em sua cidade natal, Poços de Caldas, no interior de Minas Gerais, aos 18 anos. Tramonte desligou-se do setor privado para se tornar funcionário público, porém no ano de 1992, retornou para o trabalho de jornalista, na Rádio Cultura.
Já em 1996, ingressou na emissora pública de televisão TV Poços, afiliada da Rede Minas, com o programa Câmera Verdade, que foi ao ar durante 11 anos. No ano de 2004, candidatou-se ao cargo de vereador em Poço de Caldas pelo Movimento Democrático Brasileiro (PMDB), conquistando 978 votos e não logrando êxito em sua candidatura.
Em 2008, emigrou para a RecordTV Minas, onde apresentou o programa Balanço Geral em sua versão mineira.
No ano de 2018, candidatou-se para o cargo de Deputado estadual de Minas Gerais pelo Partido Republicano Brasileiro (PRB) e foi eleito com 516.390 votos, sendo o candidato mais votado em Minas e segundo Deputado estadual mais votado no Brasil, perdendo apenas para a Deputada estadual paulistana, Janaína Paschoal (PSL), eleita com 2.031.829 votos. Foi reeleito Deputado estadual, em 2022, após conquistar 110.741 votos.

## Desempenho eleitoral
| Ano  | Eleição                      | Partido      | Cargo             | Votos   | %      | Resultado  | Ref    |
| ---- | ---------------------------- | ------------ | ----------------- | ------- | ------ | ---------- | ------ |
| 2004 | Municipal de Poços de Caldas | PMDB         | Vereador          | 978     | n/d    | Não eleito | [ 10 ] |
| 2018 | Estaduais em Minas Gerais    | PRB          | Deputado estadual | 516.390 | 5,10%  | Eleito     | [ 11 ] |
| 2022 | Estaduais em Minas Gerais    | Republicanos | Deputado estadual | 110.741 | 1,00%  | Eleito     | [ 12 ] |
| 2024 | Municipal de Belo Horizonte  | Republicanos | Prefeito          | 192.991 | 15,22% | Não eleito | [ 13 ] |